# Skagafjörður (gmina)
Skagafjörður – gmina w północnej Islandii, w regionie Norðurland vestra, położona nad fiordem o tej samej nazwie. Rozległa gmina swoim obszarem obejmuje wschodnią część półwyspu Skagi, wschodnią część dorzecza rzeki Héraðsvötn (zachodnia granica gminy biegnie wzdłuż zachodniej krawędzi doliny Austari-Jökulsá, dopływu Héraðsvötn, oraz wzdłuż wschodniej części deltowego ujścia Héraðsvötn) oraz zachodnią część półwyspu Tröllaskagi.

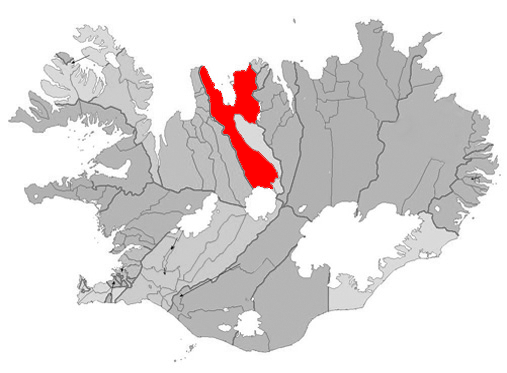
Położenie gminy Skagafjörður na mapie administracyjnej kraju

Gmina powstała w 1998 roku z połączenia 11 gmin: Sauðárkrókskaupstaður, Skefilsstaðahreppur, Skarðshreppur, Staðarhreppur, Seyluhreppur, Lýtingsstaðahreppur, Rípurhreppur, Viðvíkurhreppur, Hólahreppur, Hofshreppur i Fljótahreppur.
To największa zarówno pod względem powierzchni, jak i ludności gmina regionu. Zamieszkuje ją blisko 4,0 tys. mieszk. (2018) Najwięcej osób zamieszkuje w siedzibie gminy w Sauðárkrókur (2 574 mieszk.), położonej u ujścia Héraðsvötn do Skagafjörður. Pozostałe ważniejsze osady gminy to: Hofsós (147 mieszk.; na wschodnim wybrzeżu Skagafjörður), Varmahlíð (127 mieszk.; w dolnym biegu Héraðsvötn, przebiega przez nią droga krajowa nr 1) oraz Hólar í Hjaltadal (położone w głębi lądu na półwyspie Tröllaskagi).